# Олег Антонов
Олег Константинович Антонов (рус. Оле́г Константи́нович Анто́нов; село Троици, Московска област, 7. фебруар 1906 — Кијев, Украјина, 4. април 1984) је био совјетски конструктор авиона. Оснивач је светски познатог произвђача авиона, компаније Антонов, која данас носи име у његову част.

## Биографија
Олег Антонов је био конструктор, академик и један од пионира совјетског једриличарства. На почетку своје каријере још као студент са 18 година конструисао је своју прву летјелицу ОКА-1 голуб. Похађајући „Лењиградски политехнички институт“ створио је низ успешних једрилица под називима ОКА-2 и 3, а једрилице ОКА-5 и ОКА-7 су се прославиле и у иностранству - назване су Стандард-1 и 2, док је ОКА-6 победила на државном првенству 1931. Након дипломирања, Антонов је постао главни инжењер, а касније и главни конструктор у московској фабрици једрилица. Конструктор је више од 30 типова, укључујући пред наведених и УПАР, Ус-1, Ус-4, БС-3, 4 и 5, Рот-фронт једрилице са ознакама од 1 до 7, ИП, РЕ, М и БА-1.
Крајем 1938. фабрика једрилица је затворена, а Антонов прелази да ради код конструктора Јаковљева који је до тада пројектовао и израђивао лаке спортске и школске авионе. Радећи у фабрици у граду Красни Лечик, углавном се бавио конструкцијом лаких транспортних авиона. 1940. конструише ОКА-38 „аист“ (у преводу рода) као копију Физелера Fi-156, са француским мотором бенгали. Делови су углавном одговарали оригиналној летјелици. Надгледао је производњу лаког авиона за транспорт Антонов А-7, у периоду од 1943-46 био је први заменик Јаковљева и од 1945. шеф огранка бироа у Новосибирску.
Од 1946. Антонов самосталано ради као главни пројектант у новооснованом бироу ОКБ који је из Новосибирска премештен 1952. у Кијев. У периоду 1967 до смрти био је генерални конструктор. Под његовим вођством израђене су летелице за војни транспорт Ан-8, Ан-12, Ан-22, Ан-26, Ан-32, Ан-72, Ан-124, затим вишенаменски авиони са кратком полетном стазом Ан-2, -14, -28 и путнички Ан-10, -24, као и једрилице металне конструкције Ан-11, -13, -15.
- АН-2
- АН-124
- АН-74
- АН-225
- АН-70
- АН-72 с
- АН-140
- АН-148